# Bert Wekema
Bert Wekema (* 29. Dezember 1956 in Peize, Provinz Drenthe) ist ein ehemaliger niederländischer Radrennfahrer und nationaler Meister im Radsport.

## Sportliche Laufbahn
Wekema war ein erfolgreicher Amateurstraßenfahrer. 1979 hatte er mit einem Etappensieg in der Olympia’s Tour einen ersten größeren Erfolg. 1980 wurde er Dritter im Sealink International Grand Prix, den Bob Downs gewonnen hatte. 1982 siegte er auf einem Tagesabschnitt des Sealink International Grand Prix. Dieses Etappenrennen gewann er 1983 vor Tony Doyle mit drei Etappensiegen. Dazu kamen in jener Saison zwei Etappensiege in der Schweden-Rundfahrt und ein Tagessieg in der Olympia’s Tour. 1983 wurde er Zweiter der nationalen Meisterschaft im Straßenrennen hinter Gerrit Solleveld. Auch im Eintagesrennen Ster van Zwolle, in der niederländischen Limburg-Rundfahrt und der Ronde van Drenthe belegte er den 2. Platz.
Die Internationale Friedensfahrt fuhr er 1983 und wurde 28. der Gesamtwertung.
1984 wurde er Berufsfahrer im Radsportteam Panasonic-Raleigh und blieb bis 1986 aktiv. Größere Erfolge blieben aus, er konnte einige Kriterien gewinnen.